# 哥迪普·星
哥迪普·星（英語：Gurdip Singh，1967年—）是旁遮普族新加坡人，出生于马来西亚，是一名船舶维修工，因打扮与美國搖滾樂歌手艾維斯·普里斯萊相似被人称呼为「猫王」（英語：Elvis），后因其拍摄的几则使用广东话劝说他人休息喝茶的短视频走红，而被中国大陆网民称为饮茶哥。

## 生活经历
1967年，哥迪普·星出生于马来西亚彭亨州关丹，由于有不少操广东话的华人邻居和朋友，他从小便学会讲广东话。16岁时，他前往新加坡工作并定居新加坡，从事船舶维修工作。2004年至2009年期间，他曾在俄罗斯库页岛工作。由于工作和生活的原因，他能操旁遮普语、英语、广东话、华语、福建话、印地语、泰米尔语、马来语、泰语和俄语十种语言，掌握程度不一。
哥迪普在中国大陆走红之前，曾在他的Youtube频道上上传过一些时长一分钟以内的短视频，内容大部分是他手持茶杯或茶袋，对着自拍镜头讲话，并有口头禅「cha peelo」（古吉拉特语，意为喝茶）或「Sat Sri Akaal」（锡克人问候语）。2020年3月，哥迪普上传了一则时长约15秒的短视频，视频中他手持袋装新加坡拉茶，对着镜头用广东话高喊「喂！三点几嘞，做做做撚啊做。饮茶先啊，三点几，饮——饮茶先啊。做咁多都冇用嘅，老细唔惜你嘅喇。喂饮下茶先啊。三点几喇，做碌鳩啊做。」（喂！三点多了，做什么做。先喝茶啊，三点多了，先喝茶啊。做这么多都没有用的，老板不会心疼你的。喂先喝茶啊。三点多了，做什么做。）但并没有引起很大的反响。2021年5月，这则视频被他人转载到Bilibili等中国大陆的视频网站上后迅速走红，引发了包括鬼畜视频在内的二次创作。几天后，有居住在新加坡的中国人去哥迪普工作的地方找他，哥迪普才了解到他在中国走红这件事。不久后，他也在Bilibili的邀请下注册了Bilibili帐号并发布视频。哥迪普在Bilibili开设帐号不久后，也在中国大陆知名视频应用抖音短视频上开设了帐号，不过在其开设帐号之前，抖音上已有一些以他的名义开设的帐号，并转载有他的视频和一些二次创作视频，由于帐户认证未完善的原因，有一些网友难以辨认哥迪普本人的帐号。

## 影响
在哥迪普发布的视频以及别人的采访中，他表示工作的时候应该认真工作，但作为员工，依法享有休息的时间，这是员工的合法权益。他的观点得到了很多人的赞同，特别是得到了中国大陆996工作制或类似工作制度的员工的赞同。有中国网友表示，身为员工的他感受到了来自异国他乡陌生人的关怀，很是感动。而哥迪普的走红也使得新加坡和中国的一些商家寻求和他进行商业广告合作。